# Pittosporaceae
Pittosporaceae is een botanische naam, voor een familie van tweezaadlobbige planten. Een familie onder deze naam wordt universeel erkend door systemen van plantentaxonomie, en zo ook door het APG-systeem (1998) en APG II-systeem (2003).
Het gaat om een niet al te grote familie, tot enkele honderden soorten, van houtige planten, in de tropen van de Oude Wereld en Australazië.
In het Cronquist-systeem (1981) is de plaatsing in de orde Rosales; dit is dezelfde plaatsing als in het Wettstein-systeem (1935).

## Geslachten[1]
- Auranticarpa L.W.Cayzer, Crisp & I.Telford
- Bentleya E.M.Benn.
- Billardiera Sm.
- Bursaria Cav.
- Cheiranthera A.Cunn. ex Lindl.
- Hymenosporum R.Br. ex F.Muell.
- Marianthus Hügel
- Pittosporum Banks ex Gaertn.
- Rhytidosporum F.Muell.
- Xerosollya Turcz.